# XO-4b

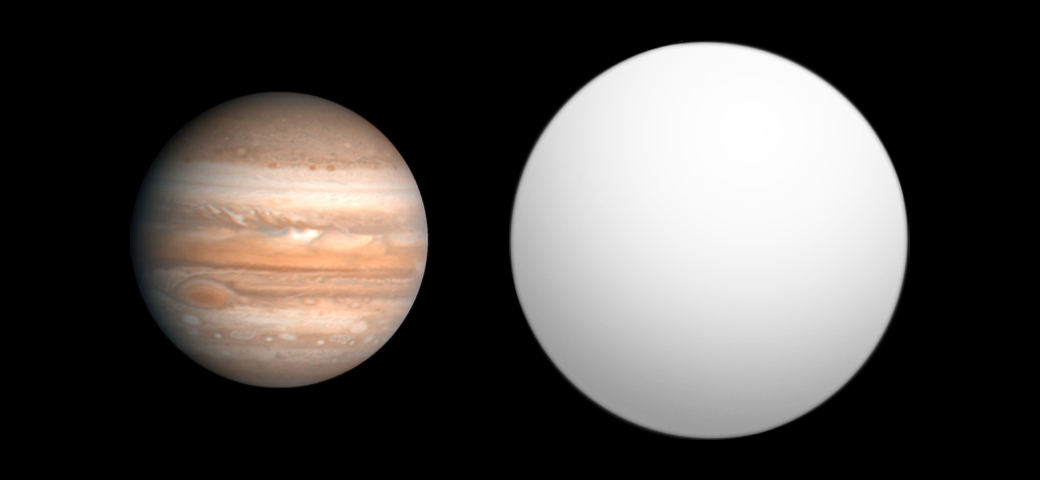
Comparação de tamanho de XO-4b com Júpiter.

XO-4b é um planeta extrassolar localizado a aproximadamente 956 anos-luz de distância, na constelação de Lynx. Este planeta foi encontrado pelo método de trânsito por McCullough em maio de 2008. O planeta tem massa de 1,72 MJ e raio de 1,34 RJ. Este planeta orbita muito perto da estrela-mãe de classe F, como é típico para planetas em trânsito, classificando este planeta como Júpiter quente.
Leva apenas 4,125 dias (ou 99 horas) para orbitar a uma distância de 8,3 gigametros (0,0555 UA) de distância da estrela.